# Squalius
Jelec (Squalius) je rod ryb z čeledi kaprovitých, jež žijí v Evropě a v Asii. Vzájemné křížení není u kaprovitých ryb neobvyklé, což platí i pro tento rod. O iberii ouklejovité (Squalius alburnoides), známé též jako plotice ouklejovitá, je známo, že je to dávný hybrid, jehož otcovská linie se odvozuje od prehistorického druhu příbuzného rodu saramugo (Anaecypris). Samec tohoto rodu se spářil s předkem jelce pyrenejského (Squalius pyrenaicus). Dnešní iberie ouklejovitá se páří se sympatrickými protějšky jiných druhů.

## Druhy
V současné době je do tohoto rodu zařazeno 41 uznaných druhů:
- iberie ouklejovitá (Squalius alburnoides) (Steindachner, 1866)
- iberie španělská (Squalius palaciosi) (Doadrio, 1980)
- jelec aradenský (Squalius aradensis) (Coelho, Boguckaja, Rodrigues & Collares-Pereira, 1998)
- jelec balkánský (Squalius orpheus) Kottelat & Economidis, 2006
- jelec bělavý (Squalius albus) (Bonaparte, 1838)
- jelec helénský (Squalius peloponensis) (Valenciennes, 1844)
- jelec ilyrský (Squalius illyricus) Heckel & Kner, 1857
- jelec italský (Squalius lucumonis) (Bianco, 1983)
- jelec jaderský (Squalius svallize) Heckel & Kner, 1857
- jelec katalánský (Squalius laietanus) Doadrio, Kottelat & de Sostoa, 2007
- jelec kavkazský (Squalius aphipsi) (A. I. Aleksandrov, 1927)
- jelec lesboský (Squalius cii) (J. Richardson, 1857)
- jelec mondegonský (Squalius carolitertii) (Doadrio, 1988)
- jelec peloponéský (Squalius keadicus) (Stephanidis, 1971)
- jelec peřejový (Squalius squalus) (Bonaparte, 1837)
- jelec prespanský (Squalius prespensis) (Fowler, 1977)
- jelec pyrenejský (Squalius pyrenaicus) (Günther, 1868)
- jelec řecký (Squalius moreoticus) (Stephanidis, 1971)
- jelec říční (Squalius pamvoticus) (Stephanidis, 1939)
- jelec skvrnkovaný (Squalius malacitanus) Doadrio & Carmona, 2006
- jelec tloušť (Squalius cephalus) (Linnaeus, 1758)
- jelec torgalský (Squalius torgalensis) (Coelho, Boguckaja, Rodrigues & Collares-Pereira, 1998)
- jelec turecký (Squalius cephaloides) (Battalgil, 1942)
- jelec valencijský (Squalius valentinus) Doadrio & Carmona, 2006
- jelec vardarský (Squalius vardarensis) S. L. Karaman, 1928
- jelec zrmanjanský (Squalius zrmanjae) S. L. Karaman, 1928
- Squalius adanaensis Turan, Kottelat & Doğan, 2013
- Squalius anatolicus (Boguckaja, 1997)
- Squalius aristotelis Özuluğ & Freyhof, 2011
- Squalius cappadocicus Özuluğ & Freyhof, 2011
- Squalius carinus Özuluğ & Freyhof, 2011
- Squalius castellanus Doadrio, Perea & F. M. Alonso, 2007
- Squalius fellowesii (Günther, 1868)
- Squalius irideus (Ladiges, 1960)
- Squalius janae Boguckaja & Zupančič, 2010
- Squalius kosswigi (M. S. Karaman, 1972)
- Squalius kottelati Turan, Yılmaz & Kaya, 2009
- Squalius platyceps Zupančič, Marić, Naseka & Boguckaja, 2010
- Squalius pursakensis (Hankó, 1925)
- Squalius recurvirostris Özuluğ & Freyhof, 2011
- Squalius seyhanensis Turan, Kottelat & Doğan, 2013